# Константин Пандев
Константин Стоянов Пандев е български историк, старши научен сътрудник и кандидат на науките от Македония.

## Биография
Пандев е роден на 14 октомври 1938 година в Неврокоп (днес Гоце Делчев), България. Той е изследовател на македонското революционно движение от края на XIX и началото на XX век. Пандев ревизира гледната точка в българската историография по отношение на датирането на уставите и правилниците на Вътрешната македоно-одринска революционна организация. Той променя датирането на Устава на Българските македонско-одрински революционни комитети на 1896 година, а не както се смята дотогава, че е от 1894 г.  Според Пандев първия устав от 1894 година не е запазен.
Умира на 25 май 1983 година в Париж след тежко заболяване.

## Трудове
- Константин Пандев, Устави и правилници на ВМОРО преди Илинденско-Преображенското въстание, Исторически преглед, 1969, кн. I
- Константин Пандев, Националнотоосвободително движение в Македония и Тракия 1893-1903, София, 1979
- Константин Пандев, Документи за Македоно-одринското националноосвободително движение от архивата на Димитър Стефанов, Исторически преглед, кн. 6. София, 1982
- Константин Пандев, Политическите искания и програми на българското националноосвободително движение в Македония и Одринско (1878-1912), Исторически преглед XXXVI/6, София, 1980
- Константин Пандев, Националноосвободителното движение в Македония и Одринско 1878-1903, София, 2000